# Blidet Amor
Blidet Amor es un municipio (baladiyah) de la provincia o valiato de Tuggurt en Argelia. En abril de 2008 tenía una población censada de 14 540 habitantes.
Se encuentra ubicado al sureste del país, en el desierto del Sahara, cerca de la frontera con Túnez.